# Torasemida
Torasemida é um diurético de alça. Sua potência é de 2 a 4 vezes maior que a furosemida. É utilizado em casos de edema na ICC, edema agudo de pulmão, cirrose hepática e hipertensão arterial.

## Mecanismo de ação
A torasemida atua sobre o cotransportador Na+-K+-2Cl- na porção ascendente da alça de Henle, inibindo a reabsorção de cloro e sódio. Aumenta a quantidade de água e eletrólitos dispensados no túbulo coletor do nefrónio, aumentando a quantidade de urina eliminada.

## Reações adversas
- Cãibras
- Sonolência
- Cefaleia
- Astenia
- Alcalose metabólica
- Boca seca
- Diarreia
- Obstipação
- Anorexia
- Vômitos